# Вардица
Вардица (итал. Vardizza) је насељено место у Републици Хрватској у Истарској жупанији. Административно је у саставу Града Умага.

## Становништво
Према последњем попису становништва из 2011. године у насељу Вардица је живео 71 становник у 33 домаћинства.
Кретање броја становника по пописима 1857—2001.
| година пописа  | 1857. | 1869. | 1880. | 1890. | 1900. | 1910. | 1921. | 1931. | 1948. | 1953. | 1961. | 1971. | 1981. | 1991. | 2001. | 2011. |
| бр. становника | 0     | 0     | 57    | 63    | 74    | 117   | 0     | 0     | 163   | 124   | 120   | 64    | 57    | 64    | 76    | 71    |

Напомена:У 1857, 1869, 1921. и 1931. подаци су садржани у насељу Матерада. Од 1880. до 1900. исказивано као део насеља.